# Johann Jacob Döbel (der Ältere)
Johann Jacob Döbel (der Ältere), auch Johan Jacob Döbelius, Doebelius, Döbeln, (* 25. September 1640 in Danzig; † 6. Juni 1684 in Rostock) war ein deutscher Arzt und Hochschullehrer in Rostock.

## Familie
Döbel war der Sohn des Jacobus Döbelius, Prediger an der St.-Lazarus-Kirche in der Stadtrepublik Danzig, und der Elisabeth Bartek (oder Müller?). Er heiratete 1665 Anna von Hillen (1652–1684), die Tochter des herzoglichen Konsistorial-Advokaten Johan von Hillen in Rostock und der Anna von Cothman.

## Leben
Döbel studierte ab 1659 an der Universität Königsberg auf Wunsch seines Vaters zunächst Theologie, wechselte dann aber zur Medizin. Im Jahr 1661 reiste er als Studienbegleiter mit Georg Christopher von Schlippenbach von Kurland nach Litauen zu den Jesuiten in Wilna. Anschließend studierte er ab 1663 u. a. in Pommern, in Dänemark bei Thomas Bartholinus und Simon Pauli sowie an der Universität Leiden bei Johannes Antonides van der Linden und Johann von Horn. Dort wurde er 1664 zum „medicinae doctor“ graduiert. 1664 wurde er in Rostock immatrikuliert und 1666 zum Dr. med. promoviert.
Von 1665 bis 1684 war er Stadtphysicus und Professor der Medizin an der Universität Rostock, in den Jahren 1668 und 1674 war er auch deren Rektor. Am 6. Dezember 1681 erhielt er vom Kaiser das Kleine Palatinat. Am 25. Juli 1682 wurde Johann Jakob Döbel mit dem akademischen Beinamen Hippokrates II. als Mitglied (Matrikel-Nr. 104) in die Leopoldina aufgenommen.
Sein Sohn war Johan Jacob Döbelius (1674–1743), Medizinprofessor an der Universität Lund. Dieser wurde mit der schwedischen Nobilitierung vom 21. Januar 1717 Stammvater des schwedischen Adelsgeschlechts von Döbeln.